# San Carlos de Tarrazú
San Carlos es el tercer distrito del cantón de Tarrazú, en la provincia de San José, de Costa Rica.

## Historia
A pesar de que el distrito se fundó en la década de 1940, los límites territoriales actuales se definieron en la década de 1960 tras la fundación del cantón de Parrita. Desde el censo de 1963 San Carlos preserva su extensión territorial actual.

## Ubicación
El distrito de San Carlos sólo comparte su costado oriental con el resto del cantón, específicamente con el distrito de San Lorenzo donde antes de llegar a dicho lugar se puede observar en los horizontes vistazos del océano Pacífico y ubicándolos en un mapa mental quedaría así: San Lorenzo, Santa Marta, Mata de Caña , Nápoles siguiendo la ruta que contiene entradas hacia diferentes barriadas del distrito de San Carlos.
Sus otras fronteras las comparte con los cantones josefinos de León Cortés Castro (norte) y Aserrí (noroeste) y con los cantones puntarenenses de Parrita (suroeste) y Quepos (sur).

## Geografía
San Carlos cuenta con un área de 58,96 km² y una altitud media de 1545 m s. n. m.

## Demografía
Para el año 2022, San Carlos cuenta con una población estimada de 2340 habitantes, y para el último censo efectuado, en 2011, San Carlos contaba con una población de 1893 habitantes.

## Localidades
- Poblados: Alto Chiral, San Juan (Alto San Juan), Bajo Jénaro, Bajo San José, Jamaica, Quebrada Seca (Santa Ana), San Jerónimo, San Josecito.

## Economía
Es una región dedicada al cultivo de café de alta calidad, además, se encuentra en desarrollo de turismo rural.
Dentro de este distrito se encuentra la Represa Hidroeléctrica Pirris, unas de las más altas de Costa Rica. 

## Transporte

### Carreteras
Al distrito lo atraviesan las siguientes rutas nacionales de carretera:
- Ruta nacional 303